# أديلا من شامبانيا
أديلا من شامبانيا (بالفرنسية: Adèle de Champagne) (1140 - 6 يونيو 1206) والمعروفة أيضا بـ أديلايد أو أليكس، كانت ملكة فرنسا القرينة وزوجة الثالثة لـ لويس السابع، هي ابنة ثيوبالد الثاني، كونت شامبانيا وماتيلدا دي كارينثيا، سميت بذلك لتكريم لجدتها إديلا نورماندي وكذلك يعتبر ستيفن ملك إنجلترا عمه.
لويس وأديلا تزوجوا في 18 أكتوبر 1160 بعد خمسة أسابيع من وفاة زوجته الثانية كونستانس من قشتالة أثناء الولادة، كانت الملكة أديلا والدة ابنه الوحيد في المستقبل فيليب الثاني وأغنيس من فرنسا، إمبراطورة البيزنطية.
أصبحت أديلا نشط للغاية في الحياة السياسية بجنب مع أخواتها هنري الأول وثيوبالد الخامس وغيوم الأيادي البيضاء تزوجوا أخواتها هنري وثيوبالد بنات لويس السابع وإليانور دي آكيتاين، وأيضا رأوا أخوتها من زواج إيزابيلا من هينو وريثة أرتوا من ابن أديلا فيليب تهديد للموقفهم، شكلت أديلا تحالف مع هيو الثالث، دوق بورغندي وفيليب من فلاندرز وأيضا حاولت عقد الصلح مع الإمبراطور فريدريك بربروسا، اندلعت الحرب في عام 1181، ومع ذلك أصبحت العلاقة بين فيليب وإيزابيلا متوترة بسبب عدم إنجاب الوريث بعد، بحيث حاول تطليقها في عام 1184.
على الرغم من أن نفوذها انخفض بعد وصول ابنها فيليب في 1180، إلا أنه أصبحت وصية العرش عندما غادر ابنها إلى الحملة الصليبية الثالثة، عادت إلى الظل عندما رجع في عام 1192 ولكنه قامت تأسيس أحد الأديرة، توفيت الملكة أديلا في 4 يونيو 1204 في باريس، ودفنت في دير مونتيجان بالقرب من أوكسار.